# Richard Bartzer
Richard Bartzer (n. 4 aprilie 1926? [vezi mai jos], Lovrin, jud. Timiș — d. 12 ianuarie 1998, Timișoara) a fost un compozitor și orchestrator de muzică ușoară, român de origine germană.

## Primii ani. Studii
Muzicologii care au scris despre Bartzer nu cad de acord în privința zilei și anului nașterii. Pe lângă mai răspândita dată de 4 aprilie 1926 sunt menționate variantele 4 septembrie 1926, 1927 (fără zi și lună) și 4 aprilie 1927.
A studiat la Institutul Superior de Artă din Timișoara. A urmat apoi Conservatorul din București între anii 1950 și 1955; aici i-a avut ca profesori pe Mihail Andricu (compoziție), Theodor Rogalski (orchestrație) și George Georgescu (dirijat).

## Activitate
A debutat în 1951, la Radiodifuziunea Română, unde a prezentat diverse prelucrări orchestrale. S-a remarcat ca un talentat orchestrator, atrăgând atenția prin aranjamente precum cel scris pentru cântecul „Habar n-ai tu” de Ion Vasilescu. În ultimii ani 1950 a scris muzică de film pentru două producții scurte.
În 1960 începe să compună un repertoriu de piese instrumentale ușoare, destinate diverselor tipuri de ansambluri – orchestră de coarde, orchestră de suflători sau de estradă. Acestora se adaugă câteva piese cu voce solistă, precum „E atît de bine” (1961), „Clopoțel de primăvară” (1968), „De unde vii, melancolie?” (1969) ș.a. Totuși, după cum remarca muzicianul George Sbârcea, Bartzer a fost mai puțin interesat de scrierea de șlagăre cu text, în schimb favorizând muzica instrumentală.
A reorchestrat în 1965 muzica lui Kurt Weill de la Opera de trei parale de Berthold Brecht în vederea prezentării ei la Teatrul „Lucia Sturdza Bulandra” din capitală; spectacolul a participat apoi într-un turneu sovietic. Muzicianul a mai scris câteva parafraze pentru orchestră.
Bartzer a activat o vreme ca redactor muzical și controlor de emisiune la Radiodifuziunea Română. Ulterior, a fost profesor de orchestră la Școala Populară de Artă din București. A fost numit membru al Biroului de muzică ușoară din cadrul Uniunii Compozitorilor. A publicat articole de analiză și critică muzicală în Neuer Weg. A participat ca dirijor sau membru al juriului în festivaluri din Uniunea Sovietică, Bulgaria (Orfeul de Aur) și Cehoslovacia (Lira de Aur).

## Critică
Compozitorul Edmond Deda îi situează creația între două tendințe – cerebralitate și lirism.
George Sbârcea notează: „Richard Bartzer (...) este icoana clasică a dascălului care corectează și îndrumă, pune totul în balanța opiniei critice, e oricând gata să radiografieze o compoziție, sensibil la simetria ei formală, la structura ei armonică, la duhul ce-o animă. Concluziile sale nuanțate, de fiecare dată bine cumpănite, le sunt de folos multor compozitori tineri, ca și de altfel unora dintre colegii mai maturi. (...) Combate cu consecvență lipsa de profesionalism, carențele de gust, graba în rezolvarea aspectelor de scriitură ale pieselor de muzică ușoară. (...) Dintre cei ce dezbat profesional problemele la zi ale muzicii noastre ușoare, Richard Bartzer pare să fie cel mai chemat s-o facă și, totodată, cel mai combativ, gata să sară în orice clipă în ajutorul calități artistice a acestei muzici și a prestigiului ei.”

## Lucrări

### Pentru voce și acompaniament
- „E atît de bine”, pentru voce și pian (1961) – versuri de Eugen Mirea
- „Prima zi cu tine”, pentru voce și orchestră (1961) – versuri de Elena Popescu
- „Clopoțel de primăvară” (1968) – versuri de Cecilia Silvestri
- „De unde vii, melancolie?” (1969) – versuri de Constantin Cârjan
- „Azi, mîine, cîndva” (1969) – versuri de Constantin Cârjan
- „Excursie pe calea albastră” (1983)

### Instrumentale
- „Cînt pentru tine”, pentru orchestră de suflători (1960)
- „Cîntec de toamnă”, pentru orchestră de coarde (1960)
- „Reverie”, pentru orchestră de coarde (1960)
- „Te chem”, pentru saxofon alto și orchestră de suflători (1960)
- „Mărturisire”, pentru orchestră de estradă (1961)
- „Serenada lirică”, pentru trompetă și orchestră de estradă (1961)
- „Veselie”, pentru orchestră de suflători (1962)
- „În excursie”, pentru orchestră de estradă (1963)
- Suita șvabă, pentru fanfară

### Muzică de film
- Termometrul are febră (1957)
- Tovarăși de drum (1959)
- Mărturiile unei mese de restaurant (1963)
- Anotimpuri (1963)

## Partituri
- „E atît de bine” (1962). Editura Muzicală, București
- „Mărturisire” (1962). Editura Muzicală, București

## Discografie
- „Te chem” (1960). Electrecord EDC 188 – interpretează Alexandru Imre și Orchestra Electrecord
- „Reverie” (1960). Electrecord EDE 040 – Orchestra Electrecord, dir. Richard Bartzer
- „Cînt pentru tine” (1961). Electrecord EDA 3003 și EDC 246 – Orchestra Electrecord
- „Prima zi cu tine” (1961). Electrecord EDA 3035 – Valentin Teodorian și Orchestra Electrecord
- „Cîntec de toamnă” (1961). Electrecord EDE 056 – Orchestra Electrecord
- „Veselie” (1962). Electrecord EDC 290 – Orchestra Electrecord
- „E atît de bine” (1962). Electrecord EDC 310 – Nicolae Nițescu și Orchestra Electrecord